# 池田清勝
池田 清勝（いけだ きよかつ）は、江戸時代前期の旗本。通称は万之助。

## 略歴
貞享3年（1686年）、鳥取藩初代藩主・池田光仲の六男として誕生。母は琴姫。
のち、父の跡を継いで2代藩主となった長兄・綱清より偏諱を与えられて清勝と名乗る。
池田氏一門（輝興系池田家3代当主）・池田政弘（清勝のはとこ）の末期養子となり、元禄9年（1696年）7月9日、遺跡を継ぐが、同月29日、11歳で早世した。世子がいるはずもなく、御家断絶となった。